# Tomoya Ōsawa (Fußballspieler, 2002)
Tomoya Ōsawa (japanisch 大澤 朋也 Ōsawa Tomoya; * 6. September 2002 in der Präfektur Saitama) ist ein japanischer Fußballspieler.

## Karriere
Tomoya Ōsawa erlernte das Fußballspielen in der Jugendmannschaft von Ōmiya Ardija. Hier unterschrieb er im Februar 2021 auch seinen ersten Profivertrag. Der Verein aus Ōmiya-ku, einem Stadtbezirk der Stadt Saitama, spielt in der zweiten japanischen Liga, der J2 League. Sein Zweitligadebüt gab Tomoya Ōsawa am 21. März 2021 im Auswärtsspiel gegen den SC Sagamihara. Hier stand er in der Startelf und spielte die kompletten 90 Minuten. Die Saison 2022 spielte er auf Leihbasis beim Drittligisten Ehime FC. Für Ehime bestritt er 23 Drittligaspiele. Nach der Ausleihe kehrte er im Januar 2023 zu Ōmiya Ardija zurück. Am Ende der Saison 2023 musste er mit dem Verein als Tabellenvorletzter in die dritte Liga absteigen. Am Ende der Saison 2024 feierte er mit dem Verein die Drittligameisterschaft und den Aufstieg in die zweite Liga. Nach dem Aufstieg verließ er den Verein und schloss sich im Januar 2025 dem Drittligisten Zweigen Kanazawa an.

## Erfolge
Ōmiya Ardija
- Japanischer Drittligameister: 2024